# Sabin Carr

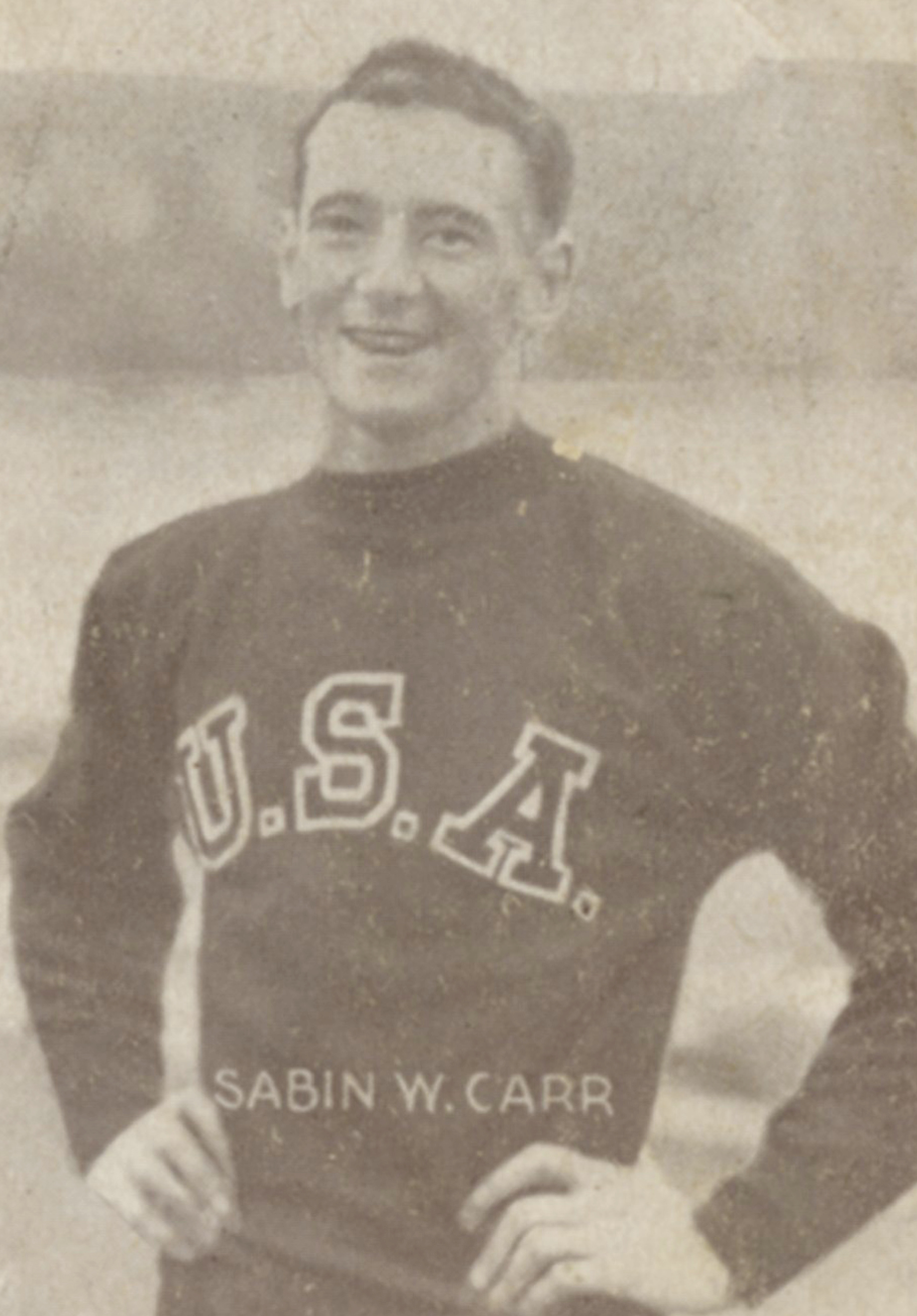
Sabin Carr 1932

Sabin William Carr (* 4. September 1904 in Dubuque, Iowa; † 12. September 1983 in Santa Barbara, Kalifornien) war ein US-amerikanischer Leichtathlet, der in den 1920er Jahren im Stabhochsprung erfolgreich war. Der für die Universität in Yale startende Carr war von 1926 bis 1928 dreimal in Folge IC4A-Meister (US-amerikanische High-School-Meisterschaft). Er sprang Weltrekorde und gewann 1928 olympisches Gold. Er ist als der erste 14-Fuß-Springer (4,27 m) in die Geschichte eingegangen.
Sabin Carr hatte bei einer Größe von 1,85 m ein Wettkampfgewicht von 76 kg.

## Erfolge
- Weltrekorde und Weltbestleistungen
(Halle) 14. Februar 1927 in New York 13' 9 ¼" (= 4,20 m; kein anerkannter Weltrekord)
(Halle) 25. Februar 1928 in New York 14' 1" (= 4,29 m; kein anerkannter Weltrekord)
(Freiluft) 25. Mai 1927 IC4A - Meisterschaften in Philadelphia 14' 0" (= 4,2672 m, offiziell 4,27 m)

- Medaillen:
Olympische Spiele 1928 in Amsterdam: Gold mit 4,20 m